# HD 4203 b
HD 4203 b是2001年发现的一颗地外行星，由Steve Vogt使用凯克望远镜发现，其质量比木星还大。它的轨道长度是地球绕行太阳轨道长度的两倍，绕行周期为1.1824年；其轨道的偏心率极大，到母恒星的距离为1.00天文单位到3.14 天文单位之间。